# Gare du Havre
Gare du Havre – stacja kolejowa w Hawrze, w regionie Normandia, we Francji. Znajdują się tu 3 perony.